# 로쿠고 마사쓰네
로쿠고 마사쓰네(일본어: 六郷政恒, 1811년 ~ 1850년 11월 19일)는 일본 에도 시대의 다이묘로, 데와노쿠니 혼조 번의 9대 번주이다. 어릴적 이름은 한지로(繁次郎)이며, 관위는 종5위하, 효고노카미(兵庫頭)이다.
분카 8년(1811년), 혼조 번의 7대 번주 로쿠고 마사치카의 맏아들인 로쿠고 마사요시의 맏아들로 태어났다. 분세이 5년(1822년), 8대 번주인 로쿠고 마사즈미가 후사 없이 사망하자, 양자가 되어 번주직을 계승하였다. 그의 치세 중에는 만성적인 번 재정의 궁핍함이 계속되어, 거듭 빚을 내었으나 사정은 나아지지 않았고, 덴포 14년(1843년)에 혼조 번은 번의 재정을 맡기고 있던 사카타(酒田)의 호상(豪商) 혼마 가(本間家)로부터 거래 정지를 당하게 되었다.
가에이 원년(1848년) 2월 22일, 둘째 아들 로쿠고 마사타다에게 가문을 계승하게 하고 은거한 뒤, 가에이 3년(1850년) 10월 16일에 40세로 사망하였다.
| 전임 로쿠고 마사즈미 | 제9대 혼조 번 번주 1822년 ~ 1848년 | 후임 로쿠고 마사타다 |